# Toon Maas
Antonius Gerardus (Toon) Maas (Someren, 13 mei 1937 – Dreumel, 17 juni 2018)  was een Nederlands politicus van het CDA.
In 1983 werd hij waarnemend burgemeester van Pannerden. Na de fusie in januari 1985 met de gemeente Herwen en Aerdt tot de gemeente Rijnwaarden werd Maas van die fusiegemeente eerst waarnemend burgemeester en later dat jaar de kroonbenoemd burgemeester van Rijnwaarden. In juni 1991 maakte hij de overstap naar de gemeente West Maas en Waal en na acht jaar van die Gelderse gemeente burgemeester te zijn geweest werd hij daar in de zomer van 1999 opgevolgd door Thomas Steenkamp.
In 2018 overleed Maas op 81-jarige leeftijd.